# Macklin Celebrini
Macklin Celebrini (né le 13 juin 2006 à North Vancouver, dans la province de la Colombie-Britannique au Canada) est un joueur professionnel canadien de hockey sur glace. Il évolue à la position de centre.

## Biographie

### Jeunesse et carrière junior
Celebrini est le fils de Robyn et Rick Celebrini. Son frère ainé, Aiden, est également un joueur professionnel de hockey. Il a un autre frère, RJ, et une sœur, Charlie. Son père, un membre du personnel athlétique des Warriors de Golden State, prend en charge le développement de ses enfants en mettant emphase sur l'intensité et l'endurance à North Vancouver puis à leur résidence de Livermore dans la région de San José. À 14 ans, il quitte le milieu familiar pour rejoindre Shattuck-St. Mary’s School.
Lors de la pandémie de Covid-19, Celebrini est conduit avec ses frères à un aréna à deux heures de distance, près de Sacramento, par leur mère pour permettre leur développement. Dans le but de garder son éligibilité universitaire, il évite les ligues juniors majeurs canadiennes et s'engage avec le Steel de Chicago de la USHL. Une fois dans les rangs universitaires, il rejoint son frère avec les Terriers de Boston, leur permettant de passer du temps ensemble après plusieurs années où il ne jouaient pas dans la même région. Durant sa seule année avec les Terriers, Celbebrini devient le plus jeune joueur à remporter le Trophée Hobey-Baker, remit au meilleur joueur universitaire au pays. Ses performances lui permet également d'être nommé comme meilleur espoir nord-américain en vue du repêchage de 2024 devant Artiom Levchounov et Cayden Lindstrom.

### Carrière professionnelle
Celebrini est sélectionné au premier rang par les Sharks de San José lors du repêchage, situé à proximité de la maison familiale. Le 6 juillet 2024, il signe son premier contrat avec l'équipe. À son premier match professionnel face aux Blues de Saint-Louis, une passe de Celebrini en direction de William Eklund dévie sur le patin du défenseur Matthew Kessel et surprend le gardien Joel Hofer. Il est le premier Shark à marquer à ses débuts depuis Danil Gouchtchine deux saisons plus tôt. Malgré une blessure en cours de saison, Celebrini marque 63 points en 70 matchs comme recrue. Il est nommé pour le trophée Calder en fin de saison, mais termine troisième derrière Lane Hutson et Dustin Wolf.

### Carrière internationale
Celebrini représente le Canada au niveau international. Il participe à un championnat du monde junior avec la sélection nationale. En 2025, il fait ses premiers pas avec la sélection senior lors du championnat du monde.

## Statistiques

### En club
| Saison    | Équipe                       | Ligue     |    | Saison régulière | Saison régulière | Saison régulière | Saison régulière | Saison régulière |   | Séries éliminatoires | Séries éliminatoires | Séries éliminatoires | Séries éliminatoires | Séries éliminatoires |
| Saison    | Équipe                       | Ligue     | PJ | B                | A                | Pts              | Pun              | PJ               | B | A                    | Pts                  | Pun                  |                      |                      |
| 2019-2020 | San Jose Jr. Sharks 14U AAA  | T1EHL 14U | 7  | 5                | 2                | 7                | 6                | -                | - | -                    | -                    | -                    |                      |                      |
| 2019-2020 | San Jose Jr. Sharks 14U AAA  | 14U AAA   | 54 | 49               | 45               | 94               | 50               | -                | - | -                    | -                    | -                    |                      |                      |
| 2020-2021 | Shattuck St. Mary's 14U AAA  | 14U AAA   | 50 | 51               | 90               | 141              | 58               | -                | - | -                    | -                    | -                    |                      |                      |
| 2021-2022 | Shattuck St. Mary's 18U Prep | USHS-Prep | 52 | 50               | 67               | 117              | 44               | -                | - | -                    | -                    | -                    |                      |                      |
| 2021-2022 | Shattuck St. Mary's 18U Prep | PHC       | 11 | 8                | 12               | 20               | 12               | 2                | 1 | 2                    | 3                    | 6                    |                      |                      |
| 2022-2023 | Steel de Chicago             | USHL      | 50 | 46               | 40               | 86               | 62               | 2                | 0 | 0                    | 0                    | 2                    |                      |                      |
| 2023-2024 | Terriers de Boston           | NCAA      | 38 | 32               | 32               | 64               | 18               | -                | - | -                    | -                    | -                    |                      |                      |
| 2024-2025 | Sharks de San José           | LNH       | 70 | 25               | 38               | 63               | 28               | -                | - | -                    | -                    | -                    |                      |                      |

### En équipe nationale
| Année | Équipe           | Compétition                 |   | PJ | B | A  | Pts | Pun                |  | Résultat |
| 2023  | Canada Black U17 | Défi mondial U17            | 4 | 1  | 1 | 2  | 0   | 4e place           |  |          |
| 2023  | Canada - 18 ans  | Championnat du monde -18    | 7 | 6  | 9 | 15 | 6   | Médaille de bronze |  |          |
| 2024  | Canada - 20 ans  | Championnat du monde junior | 5 | 4  | 4 | 8  | 0   | 5e place           |  |          |
| 2025  | Canada           | Championnat du monde        | 8 | 3  | 3 | 6  | 0   | Quart de finale    |  |          |

## Trophées et honneurs personnels

### LNH
- 2024-2025 : 
  - nommé recrue du mois de novembre
  - Finaliste au trophée Calder
  - membre de l'équipe étoile des recrues